# モンセギュール (アリエージュ県)
モンセギュール（Montségur）は、フランス南部のコミューン。

## 歴史
13世紀、カタリ派（アルビジョワ派）討伐のためのアルビジョワ十字軍が組織され、トゥールーズ伯レーモン6世は降伏を余儀なくされた。こうして政治的保護を失ったカタリ派の勢力は、モンセギュールの山頂を拠点として抵抗を続けた。1244年3月16日十字軍勢力はバスク山岳兵を用いて砦を陥落させた。籠城していた200名以上のカタリ派の信徒は改宗を拒否したため、火刑に処された。

## 写真

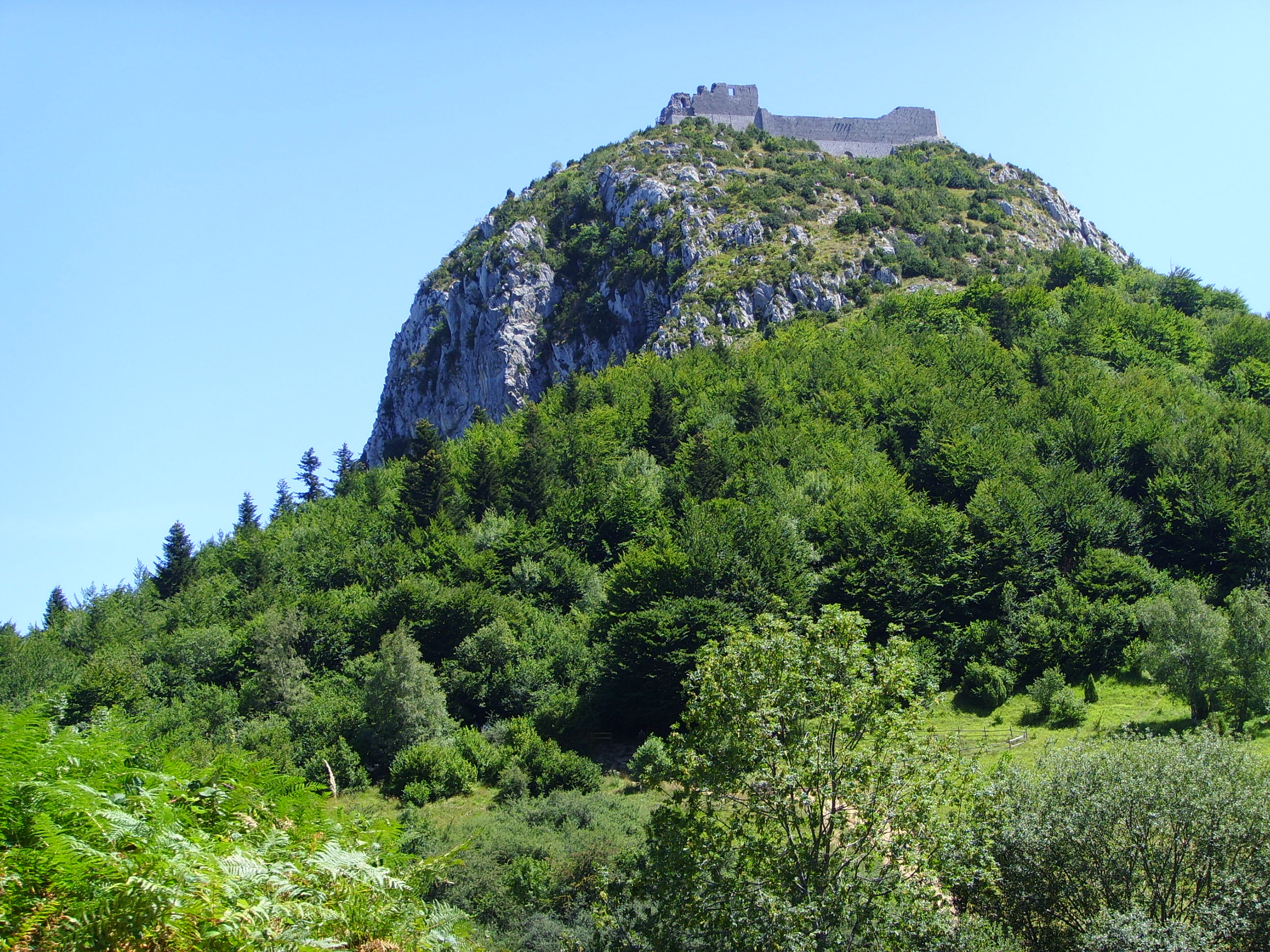
砦の遠景
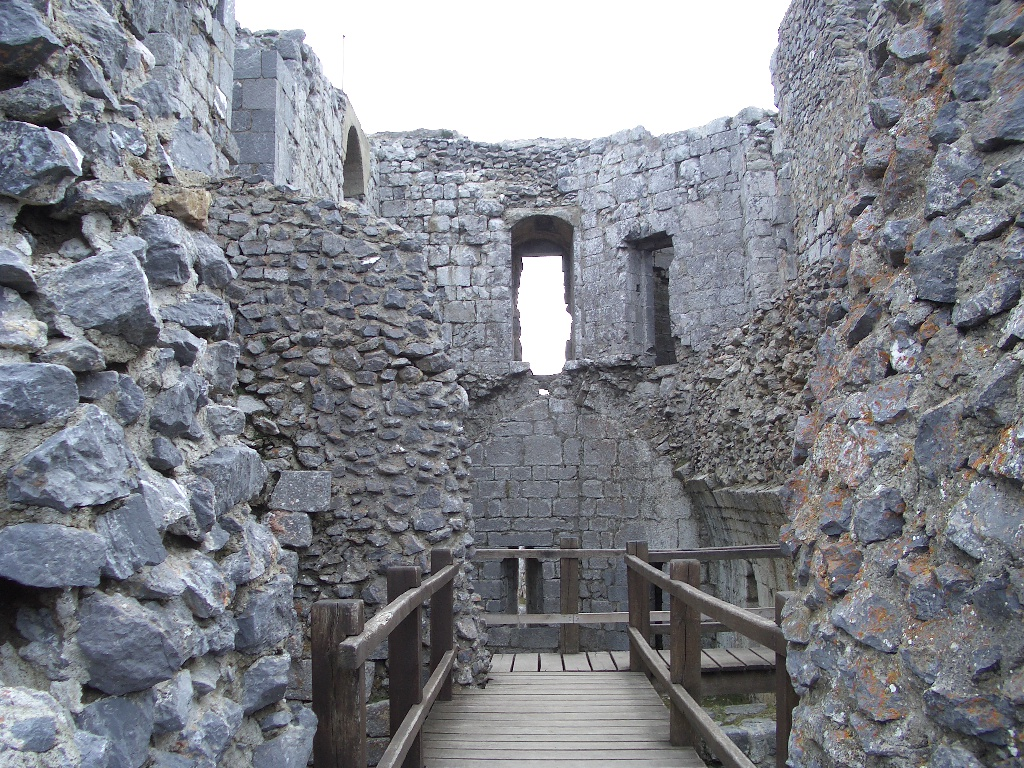
砦
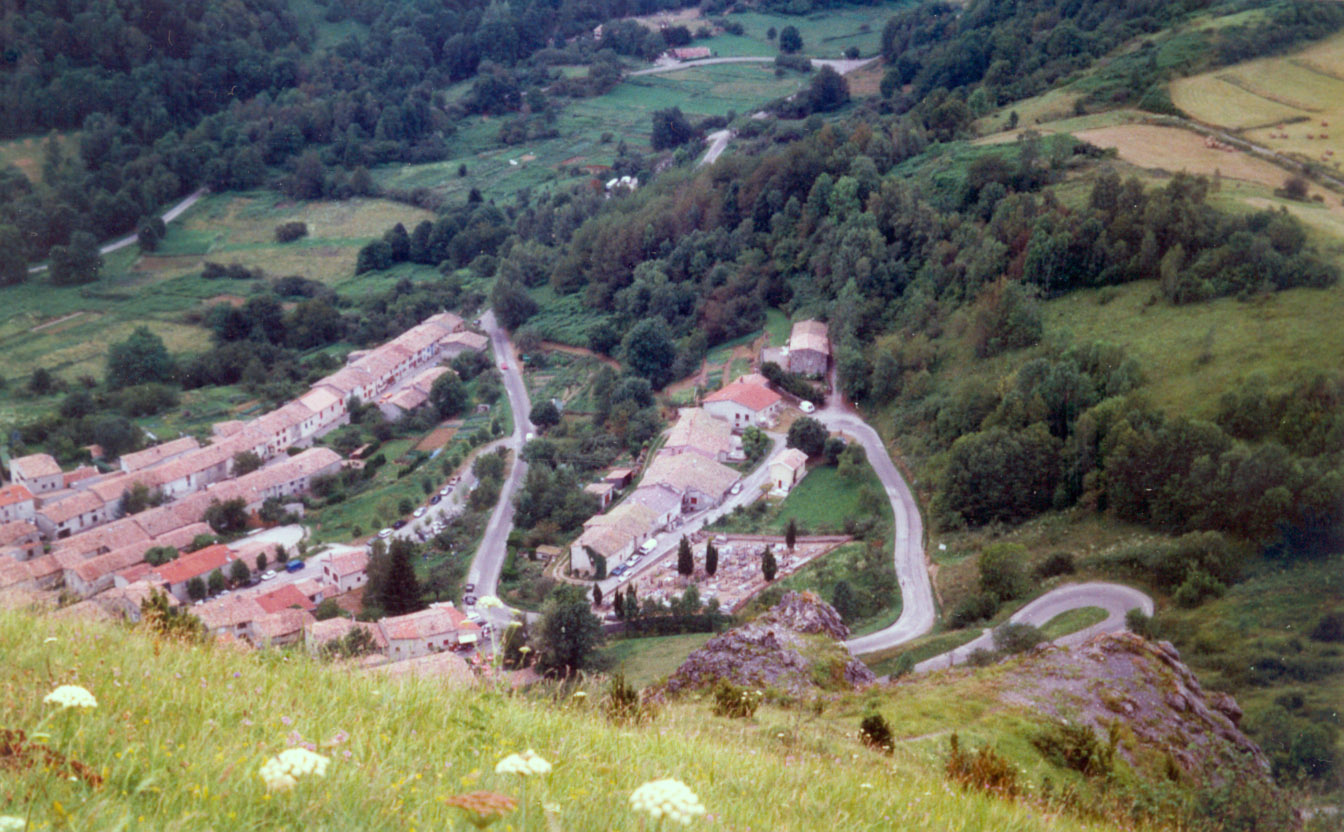
村の風景